# Salvatore Calò
Salvatore Calò (1º marzo 1980) è un ex calciatore svizzero, di ruolo centrocampista.

## Carriera
Nella stagione 1999-2000 esordisce in Lega Nazionale B con il Winterthur, con cui segna 2 gol in 9 partite di campionato; nel campionato 2000-2001 viene impiegato con maggior frequenza dalla squadra biancorossa, con la quale colleziona 4 reti in 20 partite; il campionato 2001-2002 è invece il primo nel quale è titolare fisso della squadra: chiude infatti l'annata con 34 presenze e 5 reti. Rimane al Winterthur anche nella prima parte del campionato 2002-2003, nel quale segna 4 gol in 22 incontri: nel gennaio del 2003 passa al San Gallo, con cui nella seconda parte dell'annata esordisce nella prima divisione svizzera, campionato nel quale segna un gol in 11 presenze. Viene riconfermato anche per la stagione 2003-2004, nella quale gioca 9 partite di campionato senza mai segnare. L'anno seguente è invece ceduto in prestito allo Sciaffusa, con cui segna un gol in 22 presenze nella massima serie svizzera ed un gol in 2 presenze in Coppa Svizzera. In seguito ha giocato nelle serie minori, ritirandosi nel dicembre del 2010 dopo aver vestito la maglia dei dilettanti del Dübendorf.